# Odomar van Sankt Gallen

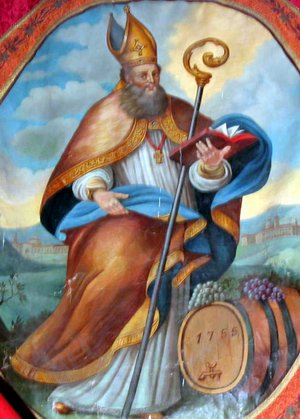
De heilige Odomar (met abtsstaf en wijnvaatje) op de gildevlag van de wijnbouwers van Mödling (1755).

Odomar van Sankt Gallen, of Otmar, (690 - het eiland Werd bij Eschenz, 16 november 759) is een Zwitserse heilige. De geestelijke kreeg zijn opleiding in Chur, werd priester gewijd en leidde een tijd de kerk van de H. Florinus in Rhaetia. Dit is vermoedelijk dezelfde kerk als de kerk van de H. Petrus in Remüs, waar de H. Florinus had gewerkt en begraven werd.
In 720 stelde Waltram van Thurgau Odomar aan als overste van de abdij van Sankt Gallen. Hij verenigde in één klooster de monniken die in een cel in Sankt Gallen leefden volgens de regel van de H. Columbanus en werd hun eerste abt. Hij bouwde een hospitaal en een school bij en hij verving de regel van Columbanus door de regel van Benedictus.
Toen Karloman in 747 afzag van de troon, bezocht deze Odomar in Sankt Gallen en die gaf hem een brief mee voor zijn broer Pepijn de Korte om Odomar en zijn abdij te laten genieten van de koninklijke vrijstellingen. Toen de graven Warinus en Ruodhart trachtten om ten onrechte bezittingen van de abdij in te nemen, weigerde Odomar onverschrokken om daar op in te gaan. De graven namen daarop Odomar, terwijl hij onderweg was naar Konstanz, gevangen en hielden hem vast, eerst in het kasteel van Bodmann en vervolgens op het eiland Werd in het Bodenmeer, nabij Eschenz, waar hij ook overleed. Zijn lichaam werd in 769 overgebracht naar de abdij van Sankt Gallen.
Thans is hij, met de H. Mauritius en de H. Gallus, de meest populaire heilige van Zwitserland. In de kunst wordt hij meestal afgebeeld als een benedictijns abt die een vaatje in zijn hand houdt. Dit is een verwijzing naar het wonder dat het vat van de H. Odomar nooit leeg raakte, hoeveel hij er ook uit tapte voor de armen.
Zijn feestdag is op 16 november.
- Gemeinsame Normdatei: 11874786X
- Historisch woordenboek van Zwitserland: 010219
- International Standard Name Identifier: 0000 0003 7457 5846
- Library of Congress Control Number: no90017201
- Nationale Bibliotheek van Tsjechië: hka2010616193
- Système universitaire de documentation: 250589168
- Virtual International Authority File: 13102795
- WorldCat: E39PBJjdcJdHC3fjyymwgvhPwC